# Lavamünd
Lavamünd (slovenska: Labot) är en köpingskommun i förbundslandet Kärnten i Österrike. Kommunen har 2 787 invånare (2024). Den gränsar i söder mot Slovenien.
Kommunen består av 20 orter (Ortschaften) (inom parentes invånarantal 1 januari 2024):

- Achalm (140)
- Ettendorf (289)
- Hart (163)
- Krottendorf (133)
- Lamprechtsberg (173)
- Lavamünd (296)
- Lorenzenberg (67)
- Magdalensberg (424)
- Pfarrdorf (348)
- Plestätten (91)
- Rabenstein (29)
- Rabensteingreuth (79)
- St. Vinzenz (6)
- Schwarzenbach (100)
- Unterbergen (69)
- Unterholz (52)
- Weißenberg (180)
- Witternig (19)
- Wunderstätten (78)
- Zeil (51)